# Sally Lindsay
Sally Jane Lindsay (Stockport, 8 juli 1973) is een Britse actrice, filmproducente, scenarioschrijfster en presentatrice.

## Biografie
Lindsay had haar eerste optreden op televisie op zevenjarige leeftijd, zij trad samen op met het schoolkoor St Winifred's School Choir toen zij hun lied There's No One Quite Like Grandma uitbrachten. Dit lied haalde in 1980 nummer 1 in de UK Singles Chart. Later studeerde zij af in Engels aan de Universiteit van Hull in Kingston upon Hull en wilde toen journaliste worden, maar zij mocht deelnemen in een toneelstuk wat haar ambities veranderde door actrice te worden. Het acteren leerde zij aan de North Cheshire Theatre School in Stockport, hier kwam zij ook in aanraking met stand-upcomedy. 
Lindsay begon in 2000 met acteren in de televisieserie Fat Friends, waarna zij nog meerdere rollen speelde in televisieseries en films. Zij is vooral bekend van haar rol als Shelley Unwin in de televisieserie Coronation Street waar zij in 234 afleveringen speelde (2001-2006). Naast het acteren op televisie is zij ook actief als actrice in lokale theaters. 
Lindsay begon in 2011 als vast panellid voor het Britse televisieshow Loose Women, in deze show worden bekende gasten ondervraagd door vier vrouwelijk panelleden. Dit heeft zij gedaan tot en met 20 maart 2014. Lindsay is ook regelmatig te horen als gastpresentatrice op de radioshow Radcliffe and Maconie Show wat uitgezonden wordt door BBC Radio 2, en trad op in een radiocomedyshow voor BBC Radio 4. 
Lindsay is in 2013 getrouwd met de drummer Steve White met wie zij twee kinderen heeft.

## Filmografie

### Films
- 2019 MyBad! - als Marie
- 2019 Dial M for Middlesbrough - als Evie
- 2018 Pond Life - als Irene Buckfield
- 2017 Murdered for Being Different - als Tracey Maltby
- 2005 Coronation Street: Pantomime - als Shelley Unwin

### Televisieseries
Uitgezonderd eenmalige gastrollen.
- 2021-2023 The Madame Blanc Mysteries - als Jean White - 13 afl.
- 2020-2022 The World According to Grandpa - als Halifax (stem) - 37 afl.
- 2022 Meet the Richardsons - als verteller - 2 afl.
- 2021 Intruder - als Karen Bailey - 4 afl.
- 2013-2019 Still Open All Hours - als Kath Agnew - 36 afl.
- 2019 Cold Call - als June Clarke - 4 afl.
- 2018 Diddy TV - als Diddy gaste - 2 afl.
- 2011-2017 Mount Pleasant - als Lisa - 53 afl.
- 2011-2016 Scott & Bailey - als Alison Bailey - 12 afl.
- 2015 Honey I Bought the House - als verteller - 8 afl.
- 2015 Ordinary Lies - als Kathy - 6 afl.
- 2010 Reggie Perrin - als Tea Lady - 3 afl.
- 2010 Scallywagga - als Paula Appleton - 6 afl.
- 2009 Al Murray's Multiple Personality Disorder - als Shirley - 2 afl.
- 2007 Spacehopper - als diverse karakters / lerares / moeder - ? afl.
- 2001-2006 Coronation Street - als Shelley Unwin - 234 afl.

### Filmproducente
- 2021-2023 The Madame Blanc Mysteries - televisieserie - 13 afl.
- 2019 Cold Call - televisieserie - 4 afl.

### Scenarioschrijfster
- 2021-2023 The Madame Blanc Mysteries - televisieserie - 13 afl.
- 2011-2016 Scott & Bailey - televisieserie - 26 afl.
- 2011 Little Crackers - televisieserie - 1 afl.